# Середній план
Середній план — поняття в кінематографі, телебаченні і (меншою мірою) фотографії, що описує таке розташування камери, яке дозволяє звернути увагу глядача на ту чи іншу частину сцени, що виділяється з загального плану. Різниця між поняттями середнього і загального плану розмита і в різних кінематографічних школах відрізняється. У більшості випадків, середнім планом вважається така величина, при якій в кадрі видно дві-три людини, які ведуть діалог. Це досягається при зображенні в кінокадрі людської фігури до коліна або по пояс: такий погляд є загальноприйнятим в Європі. Іноді середнім планом вважається зображення фігури на повний зріст.
Середній план дозволяє повноцінно показати акторські діалоги, а також жестикуляцію в тій же мірі, що і міміку. Іноді розрізняють два види середнього плану, які отримали в кіновиробництві назви «перший середній» і «другий середній». У першому випадку актор показаний в кадрі по груди, а в другому — до середини стегна. Другий середній план часто називають «американським», оскільки таке збільшення використовувалося у вестернах для показу героя з кобури револьвера. Рішення про знімання того чи іншого монтажного кадру середнім, загальним або збільшене планом приймається на стадії підготовки режисерського сценарію. При документальному зніманні оператор вибирає крупність плану самостійно, керуючись базовими правилами монтажу.

## См. також
- Монтажний перехід
- Нормальний об'єктив